# Coupe du monde de biathlon 2010-2011
Navigation
Édition précédente Édition suivante
La 34e édition de la Coupe du monde de biathlon démarre le 1er décembre 2010 par une épreuve individuelle (individuel femme) sur le parcours d'Östersund (Suède) et se termine le 20 mars 2011 par des départs groupés organisés à Oslo-Holmenkollen (Norvège). Les championnats du monde de biathlon 2011 se tiennent en fin de saison, avant la dernière étape, entre le 3 mars 2011 et le 13 mars 2011 à Khanty-Mansiïsk (Russie).

## Faits marquants

### Calendrier
- Les championnats du monde font leur retour après une année olympique. Ils sont organisés à Khanty-Mansiïsk.
- Deux étapes américaines sont au programme. Fort Kent fait son retour au calendrier, 6 ans après avoir organisé sa première étape de coupe du monde ; Presque Isle fait son entrée dans le calendrier.

## Attribution des points
La règle en vigueur lors des saisons précédentes concernant les retraits de points, soit les trois plus mauvais scores de la saison ainsi que le plus mauvais score dans chaque discipline, est supprimée.
| Période / Place  | 1  | 2  | 3  | 4  | 5  | 6  | 7  | 8  | 9  | 10 | 11 | 12 | 13 | 14 | 15 | 16 | 17 | 18 | 19 | 20 | 21 | 22 | 23 | 24 | 25 | 26 | 27 | 28 | 29 | 30 | 31 | 32 | 33 | 34 | 35 | 36 | 37 | 38 | 39 | 40 |
| ---------------- | -- | -- | -- | -- | -- | -- | -- | -- | -- | -- | -- | -- | -- | -- | -- | -- | -- | -- | -- | -- | -- | -- | -- | -- | -- | -- | -- | -- | -- | -- | -- | -- | -- | -- | -- | -- | -- | -- | -- | -- |
| 2007-2008        | 50 | 46 | 43 | 40 | 37 | 34 | 32 | 30 | 28 | 26 | 24 | 22 | 20 | 18 | 16 | 15 | 14 | 13 | 12 | 11 | 10 | 9  | 8  | 7  | 6  | 5  | 4  | 3  | 2  | 1  | -  | -  | -  | -  | -  | -  | -  | -  | -  | -  |
| Depuis 2008-2009 | 60 | 54 | 48 | 43 | 40 | 38 | 36 | 34 | 32 | 31 | 30 | 29 | 28 | 27 | 26 | 25 | 24 | 23 | 22 | 21 | 20 | 19 | 18 | 17 | 16 | 15 | 14 | 13 | 12 | 11 | 10 | 9  | 8  | 7  | 6  | 5  | 4  | 3  | 2  | 1  |

## Classements

### Classement général individuel
| Rang | Nom                  | Points | Victoire(s) |
| ---- | -------------------- | ------ | ----------- |
| 1    | Tarjei Bø            | 1110   | 5           |
| 2    | Emil Hegle Svendsen  | 1105   | 8           |
| 3    | Martin Fourcade      | 990    | 3           |
| 4    | Arnd Peiffer         | 735    | 2           |
| 5    | Ivan Tcherezov       | 711    |             |
| 6    | Michael Greis        | 707    |             |
| 7    | Björn Ferry          | 607    | 1           |
| 8    | Christoph Sumann     | 594    | 1           |
| 9    | Michal Šlesingr      | 592    |             |
| 10   | Ole Einar Bjørndalen | 563    | 1           |

| Rang | Nom                       | Points | Victoire(s) |
| ---- | ------------------------- | ------ | ----------- |
| 1    | Kaisa Mäkäräinen          | 1005   | 3           |
| 2    | Andrea Henkel             | 972    | 2           |
| 3    | Helena Ekholm             | 971    | 4           |
| 4    | Tora Berger               | 963    | 6           |
| 5    | Magdalena Neuner          | 952    | 5           |
| 6    | Darya Domracheva          | 862    | 1           |
| 7    | Marie Dorin               | 726    |             |
| 8    | Teja Gregorin             | 722    |             |
| 9    | Anastasia Kuzmina         | 708    | 2           |
| 10   | Anna Carin Olofsson-Zidek | 703    | 1           |

### Coupe des Nations
| Rang | Pays      | Points |
| ---- | --------- | ------ |
| 1    | Norvège   | 7428   |
| 2    | Allemagne | 6990   |
| 3    | Russie    | 6507   |
| 4    | Autriche  | 6381   |
| 5    | France    | 6351   |
| 6    | Ukraine   | 6006   |
| 7    | Suède     | 5984   |
| 8    | Italie    | 5829   |
| 9    | Tchéquie  | 5382   |
| 10   | Slovénie  | 5373   |

| Rang | Pays        | Points |
| ---- | ----------- | ------ |
| 1    | Allemagne   | 7326   |
| 2    | Russie      | 6793   |
| 3    | Suède       | 6649   |
| 4    | Ukraine     | 6618   |
| 5    | France      | 6480   |
| 6    | Norvège     | 6281   |
| 7    | Biélorussie | 6079   |
| 8    | Italie      | 5197   |
| 9    | Pologne     | 4660   |
| 10   | Slovaquie   | 4279   |

### Classement par discipline

#### Individuel
| Rang | Nom                  | Points |
| ---- | -------------------- | ------ |
| 1    | Emil Hegle Svendsen  | 188    |
| 2    | Tarjei Bø            | 172    |
| 3    | Martin Fourcade      | 133    |
| 4    | Ole Einar Bjørndalen | 126    |
| 5    | Michael Greis        | 113    |

| Rang | Nom                | Points |
| ---- | ------------------ | ------ |
| 1    | Helena Ekholm      | 173    |
| 2    | Valj Semerenko     | 159    |
| 3    | Olga Zaïtseva      | 138    |
| 4    | Tora Berger        | 133    |
| 5    | Marie-Laure Brunet | 132    |

#### Sprint
| Rang | Nom                 | Points |
| ---- | ------------------- | ------ |
| 1    | Tarjei Bø           | 393    |
| 2    | Emil Hegle Svendsen | 369    |
| 3    | Arnd Peiffer        | 333    |
| 4    | Martin Fourcade     | 307    |
| 5    | Michael Greis       | 293    |

| Rang | Nom               | Points |
| ---- | ----------------- | ------ |
| 1    | Magdalena Neuner  | 404    |
| 2    | Kaisa Mäkäräinen  | 391    |
| 3    | Tora Berger       | 356    |
| 4    | Andrea Henkel     | 349    |
| 5    | Anastasia Kuzmina | 328    |

#### Poursuite
| Rang | Nom                 | Points |
| ---- | ------------------- | ------ |
| 1    | Tarjei Bø           | 334    |
| 2    | Martin Fourcade     | 320    |
| 3    | Emil Hegle Svendsen | 304    |
| 4    | Ivan Tcherezov      | 229    |
| 5    | Simon Eder          | 183    |

| Rang | Nom              | Points |
| ---- | ---------------- | ------ |
| 1    | Kaisa Mäkäräinen | 343    |
| 2    | Andrea Henkel    | 303    |
| 3    | Helena Ekholm    | 279    |
| 4    | Tora Berger      | 268    |
| 5    | Darya Domracheva | 252    |

#### Départ Groupé
| Rang | Nom                 | Points |
| ---- | ------------------- | ------ |
| 1    | Emil Hegle Svendsen | 244    |
| 2    | Martin Fourcade     | 230    |
| 3    | Tarjei Bø           | 211    |
| 4    | Evgeny Ustyugov     | 149    |
| 5    | Lukas Hofer         | 148    |

| Rang | Nom              | Points |
| ---- | ---------------- | ------ |
| 1    | Darya Domracheva | 236    |
| 2    | Magdalena Neuner | 228    |
| 3    | Tora Berger      | 206    |
| 4    | Andrea Henkel    | 205    |
| 5    | Helena Ekholm    | 195    |

#### Relais
| Rang | Nation    | Points |
| ---- | --------- | ------ |
| 1    | Norvège   | 216    |
| 2    | Allemagne | 199    |
| 3    | Ukraine   | 163    |
| 4    | Italie    | 161    |
| 5    | Autriche  | 154    |

| Rang | Nation      | Points |
| ---- | ----------- | ------ |
| 1    | Allemagne   | 206    |
| 2    | Suède       | 190    |
| 3    | Russie      | 177    |
| 4    | France      | 177    |
| 5    | Biélorussie | 175    |

| Rang | Nation    | Points |
| ---- | --------- | ------ |
| 1    | France    | 150    |
| 2    | Allemagne | 148    |
| 3    | Suède     | 141    |
| 4    | Russie    | 129    |
| 5    | Italie    | 121    |

## Calendriers et podiums

### Femmes
| 1. Östersund (1er décembre 2010 - 5 décembre 2010) |                    |                     |                    |                  |
| Date                                               | Épreuve            | Vainqueur           | Seconde            | Troisième        |
| 01/12/2010                                         | Individuel (15 km) | A.C. Olofsson-Zidek | Marie-Laure Brunet | Helena Ekholm    |
| 03/12/2010                                         | Sprint (7,5 km)    | Kaisa Mäkäräinen    | Miriam Gössner     | Darya Domracheva |
| 05/12/2010                                         | Poursuite (10 km)  | Kaisa Mäkäräinen    | Miriam Gössner     | Helena Ekholm    |

| 2. Hochfilzen (10 décembre 2010 - 12 décembre 2010) |                   |                                                                          |                                                                          |                                                                      |
| Date                                                | Épreuve           | Vainqueur                                                                | Seconde                                                                  | Troisième                                                            |
| 10/12/2010                                          | Sprint (7,5 km)   | Anastasia Kuzmina                                                        | Darya Domracheva                                                         | Kaisa Mäkäräinen                                                     |
| 11/12/2010                                          | Relais (4 × 6 km) | Allemagne Kathrin Hitzer Magdalena Neuner Sabrina Buchholz Andrea Henkel | Ukraine Olena Pidhrushna Oksana Khvostenko Vita Semerenko Valj Semerenko | Norvège Synnøve Solemdal Ann Kristin Flatland Fanny Horn Tora Berger |
| 12/12/2010                                          | Poursuite (10 km) | Helena Ekholm                                                            | Kaisa Mäkäräinen                                                         | Darya Domracheva                                                     |

| 3. Pokljuka (16 décembre 2010 - 19 décembre 2010) |                    |                  |                   |                                |
| Date                                              | Épreuve            | Vainqueur        | Seconde           | Troisième                      |
| 16/12/2010                                        | Individuel (15 km) | Tora Berger      | Kaisa Mäkäräinen  | Marie-Laure Brunet             |
| 18/12/2010                                        | Sprint (7,5 km)    | Magdalena Neuner | Anastasia Kuzmina | Kaisa Mäkäräinen Olga Zaïtseva |

| 4. Oberhof (5 janvier 2011 - 9 janvier 2011) |                         |                                                                                |                                                                      |                                                                                    |
| Date                                         | Épreuve                 | Vainqueur                                                                      | Seconde                                                              | Troisième                                                                          |
| 06/01/2011                                   | Relais (4 × 6 km)       | Suède Jenny Jonsson Anna Carin Olofsson-Zidek Anna-Maria Nilsson Helena Ekholm | France Anaïs Bescond Marie Dorin Pauline Macabies Marie-Laure Brunet | Biélorussie Nadezhda Skardino Darya Domracheva Nadzeya Pisareva Liudmila Kalinchik |
| 08/01/2011                                   | Sprint (7,5 km)         | Ann Kristin Flatland                                                           | Magdalena Neuner                                                     | Andrea Henkel                                                                      |
| 09/01/2011                                   | Départ Groupé (12,5 km) | Helena Ekholm                                                                  | Andrea Henkel                                                        | Svetlana Sleptsova                                                                 |

| 5. Ruhpolding (12 janvier 2011 - 16 janvier 2011) |                    |               |               |                  |
| Date                                              | Épreuve            | Vainqueur     | Seconde       | Troisième        |
| 13/01/2011                                        | Individuel (15 km) | Olga Zaïtseva | Andrea Henkel | Helena Ekholm    |
| 15/01/2011                                        | Sprint (7,5 km)    | Tora Berger   | Andrea Henkel | Magdalena Neuner |
| 16/01/2011                                        | Poursuite (10 km)  | Tora Berger   | Andrea Henkel | Kaisa Mäkäräinen |

| 6. Antholz (20 janvier 2011 - 23 janvier 2011) |                         |                                                                       |                                                                                |                                                                        |
| Date                                           | Épreuve                 | Vainqueur                                                             | Seconde                                                                        | Troisième                                                              |
| 21/01/2011                                     | Sprint (7,5 km)         | Tora Berger                                                           | Anastasia Kuzmina                                                              | Olga Zaïtseva                                                          |
| 22/01/2011                                     | Relais (4 × 6 km)       | Russie Svetlana Sleptsova Anna Bogaliy Natalia Gousseva Olga Zaïtseva | Suède Jenny Jonsson Anna Carin Olofsson-Zidek Anna-Maria Nilsson Helena Ekholm | Allemagne Sabrina Buchholz Kathrin Hitzer Miriam Gössner Andrea Henkel |
| 23/01/2011                                     | Départ Groupé (12,5 km) | Tora Berger                                                           | Marie-Laure Brunet                                                             | Darya Domracheva                                                       |

| 7. Presque Isle (4 février 2011 - 6 février 2011) |                   |               |             |                  |
| Date                                              | Épreuve           | Vainqueur     | Seconde     | Troisième        |
| 04/02/2011                                        | Sprint (7,5 km)   | Helena Ekholm | Tora Berger | Valj Semerenko   |
| 06/02/2011                                        | Poursuite (10 km) | Tora Berger   | Marie Dorin | Darya Domracheva |

| 8. Fort Kent (10 février 2011 - 13 février 2011) |                         |                  |                  |                  |
| Date                                             | Épreuve                 | Vainqueur        | Seconde          | Troisième        |
| 11/02/2011                                       | Sprint (7,5 km)         | Andrea Henkel    | Miriam Gössner   | Magdalena Neuner |
| 12/02/2011                                       | Poursuite (10 km)       | Andrea Henkel    | Magdalena Neuner | Marie Dorin      |
| 13/02/2011                                       | Départ Groupé (12,5 km) | Magdalena Neuner | Andrea Henkel    | Darya Domracheva |

| Championnats du monde 2011 à Khanty-Mansiïsk (3 mars 2011 - 13 mars 2011) |                         |                                                                       |                                                                    |                                                                                    |
| Date                                                                      | Épreuve                 | Vainqueur                                                             | Seconde                                                            | Troisième                                                                          |
| 05/03/2011                                                                | Sprint (7,5 km)         | Magdalena Neuner                                                      | Kaisa Mäkäräinen                                                   | Anastasia Kuzmina                                                                  |
| 06/03/2011                                                                | Poursuite (10 km)       | Kaisa Mäkäräinen                                                      | Magdalena Neuner                                                   | Helena Ekholm                                                                      |
| 09/03/2011                                                                | Individuel (15 km)      | Helena Ekholm                                                         | Tina Bachmann                                                      | Vita Semerenko                                                                     |
| 12/03/2011                                                                | Départ Groupé (12,5 km) | Magdalena Neuner                                                      | Darya Domracheva                                                   | Tora Berger                                                                        |
| 13/03/2011                                                                | Relais (4 × 6 km)       | Allemagne Andrea Henkel Miriam Gössner Tina Bachmann Magdalena Neuner | France Anais Bescond Marie-Laure Brunet Sophie Boilley Marie Dorin | Biélorussie Nadezhda Skardino Darya Domracheva Nadzeya Pisareva Liudmila Kalinchik |

| 9. Oslo Holmenkollen (17 mars 2011 - 20 mars 2011) |                         |                   |                      |                  |
| Date                                               | Épreuve                 | Vainqueur         | Seconde              | Troisième        |
| 17/03/2011                                         | Sprint (7,5 km)         | Magdalena Neuner  | Tora Berger          | Darya Domracheva |
| 19/03/2011                                         | Poursuite (10 km)       | Anastasia Kuzmina | Darya Domracheva     | Andrea Henkel    |
| 20/03/2011                                         | Départ Groupé (12,5 km) | Darya Domracheva  | Anna Bogali-Titovets | Olga Zaïtseva    |

### Hommes
| 1. Östersund (1er décembre 2010 - 5 décembre 2010) |                     |                      |                      |                 |
| Date                                               | Épreuve             | Vainqueur            | Second               | Troisième       |
| 02/12/2010                                         | Individuel (20 km)  | Emil Hegle Svendsen  | Ole Einar Bjørndalen | Martin Fourcade |
| 04/12/2010                                         | Sprint (10 km)      | Emil Hegle Svendsen  | Ole Einar Bjørndalen | Martin Fourcade |
| 05/12/2010                                         | Poursuite (12,5 km) | Ole Einar Bjørndalen | Emil Hegle Svendsen  | Jakov Fak       |

| 2. Hochfilzen (10 décembre 2010 - 12 décembre 2010) |                     |                                                                         |                                                                                  |                                                                       |
| Date                                                | Épreuve             | Vainqueur                                                               | Second                                                                           | Troisième                                                             |
| 10/12/2010                                          | Sprint (10 km)      | Tarjei Bø                                                               | Serguei Sednev                                                                   | Alexis Bœuf                                                           |
| 11/12/2010                                          | Poursuite (12,5 km) | Tarjei Bø                                                               | Simon Eder                                                                       | Ivan Tcherezov                                                        |
| 12/12/2010                                          | Relais (4 x 7,5 km) | Norvège Alexander Os Ole Einar Bjørndalen Emil Hegle Svendsen Tarjei Bø | Autriche Daniel Mesotitsch Tobias Eberhard Christoph Sumann Dominik Landertinger | France Vincent Jay Jean-Guillaume Béatrix Loïs Habert Martin Fourcade |

| 3. Pokljuka (16 décembre 2010 - 19 décembre 2010) |                    |                   |                |                |
| Date                                              | Épreuve            | Vainqueur         | Second         | Troisième      |
| 16/12/2010                                        | Individuel (20 km) | Daniel Mesotitsch | Benjamin Weger | Serguei Sednev |
| 18/12/2010                                        | Sprint (10 km)     | Björn Ferry       | Tarjei Bø      | Michael Greis  |

| 4. Oberhof (5 janvier 2011 - 9 janvier 2011) |                       |                                                                       |                                                                      |                                                                       |
| Date                                         | Épreuve               | Vainqueur                                                             | Second                                                               | Troisième                                                             |
| 05/01/2011                                   | Relais (4 x 7,5 km)   | Allemagne Christoph Stephan Alexander Wolf Arnd Peiffer Michael Greis | Tchéquie Zdeněk Vítek Jaroslav Soukup Ondřej Moravec Michal Šlesingr | Norvège Alexander Os Lars Berger Rune Brattsveen Ole Einar Bjørndalen |
| 07/01/2011                                   | Sprint (10 km)        | Tarjei Bø                                                             | Arnd Peiffer                                                         | Michal Šlesingr                                                       |
| 09/01/2011                                   | Départ Groupé (15 km) | Tarjei Bø                                                             | Emil Hegle Svendsen                                                  | Ivan Tcherezov                                                        |

| 5. Ruhpolding (12 janvier 2011 - 16 janvier 2011) |                     |                     |                 |                      |
| Date                                              | Épreuve             | Vainqueur           | Second          | Troisième            |
| 12/01/2011                                        | Individuel (20 km)  | Emil Hegle Svendsen | Martin Fourcade | Dominik Landertinger |
| 14/01/2011                                        | Sprint (10 km)      | Lars Berger         | Martin Fourcade | Ivan Tcherezov       |
| 16/01/2011                                        | Poursuite (12,5 km) | Björn Ferry         | Martin Fourcade | Michael Greis        |

| 6. Antholz (20 janvier 2011 - 23 janvier 2011) |                       |                                                                    |                                                                                 |                                                                         |
| Date                                           | Épreuve               | Vainqueur                                                          | Second                                                                          | Troisième                                                               |
| 20/01/2011                                     | Sprint (10 km)        | Anton Shipulin                                                     | Michael Greis                                                                   | Lars Berger                                                             |
| 22/01/2011                                     | Départ Groupé (15 km) | Martin Fourcade                                                    | Björn Ferry                                                                     | Anton Shipulin                                                          |
| 23/01/2011                                     | Relais (4 x 7,5 km)   | Allemagne Christoph Stephan Daniel Böhm Arnd Peiffer Michael Greis | Italie Christian De Lorenzi René-Laurent Vuillermoz Lukas Hofer Markus Windisch | Norvège Emil Hegle Svendsen Ole Einar Bjørndalen Alexander Os Tarjei Bø |

| 7. Presque Isle (4 février 2011 - 6 février 2011) |                     |              |                 |                    |
| Date                                              | Épreuve             | Vainqueur    | Second          | Troisième          |
| 04/02/2011                                        | Sprint (10 km)      | Arnd Peiffer | Martin Fourcade | Ivan Tcherezov     |
| 06/02/2011                                        | Poursuite (12,5 km) | Alexis Bœuf  | Ivan Tcherezov  | Carl Johan Bergman |

| 8. Fort Kent (10 février 2011 - 13 février 2011) |                       |                     |                 |           |
| Date                                             | Épreuve               | Vainqueur           | Second          | Troisième |
| 10/02/2011                                       | Sprint (10 km)        | Emil Hegle Svendsen | Michal Šlesingr | Tarjei Bø |
| 12/02/2011                                       | Poursuite (12,5 km)   | Emil Hegle Svendsen | Martin Fourcade | Tarjei Bø |
| 13/02/2011                                       | Départ Groupé (15 km) | Martin Fourcade     | Tomasz Sikora   | Tarjei Bø |

| Championnats du monde 2011 à Khanty-Mansiïsk (3 mars 2011 - 13 mars 2011) |                       |                                                                         |                                                                     |                                                                             |
| Date                                                                      | Épreuve               | Vainqueur                                                               | Second                                                              | Troisième                                                                   |
| 04/03/2011                                                                | Sprint (10 km)        | Arnd Peiffer                                                            | Martin Fourcade                                                     | Tarjei Bø                                                                   |
| 06/03/2011                                                                | Poursuite (12,5 km)   | Martin Fourcade                                                         | Emil Hegle Svendsen                                                 | Tarjei Bø                                                                   |
| 08/03/2011                                                                | Individuel (20 km)    | Tarjei Bø                                                               | Maxim Maksimov                                                      | Christoph Sumann                                                            |
| 11/03/2011                                                                | Relais (4 x 7,5 km)   | Norvège Ole Einar Bjørndalen Alexander Os Emil Hegle Svendsen Tarjei Bø | Russie Anton Shipulin Evgeny Ustyugov Maxim Maksimov Ivan Tcherezov | Ukraine Olexander Bilanenko Andriy Deryzemlya Serhiy Semenov Serguei Sednev |
| 12/03/2011                                                                | Départ Groupé (15 km) | Emil Hegle Svendsen                                                     | Evgeny Ustyugov                                                     | Lukas Hofer                                                                 |

| 9. Oslo Holmenkollen (17 mars 2011 - 20 mars 2011) |                       |                     |                 |                      |
| Date                                               | Épreuve               | Vainqueur           | Second          | Troisième            |
| 17/03/2011                                         | Sprint (10 km)        | Andreas Birnbacher  | Björn Ferry     | Alexander Wolf       |
| 19/03/2011                                         | Poursuite (12,5 km)   | Emil Hegle Svendsen | Tarjei Bø       | Martin Fourcade      |
| 20/03/2011                                         | Départ Groupé (15 km) | Emil Hegle Svendsen | Evgeny Ustyugov | Ole Einar Bjørndalen |

### Mixte
| 3. Pokljuka (16 décembre 2010 - 19 décembre 2010) |                              |                                                                                    |                                                                       |                                                                   |
| Date                                              | Épreuve                      | Vainqueur                                                                          | Second                                                                | Troisième                                                         |
| 19/12/2010                                        | Relais 2 × 6 km + 2 × 7,5 km | Suède Helena Ekholm Anna Carin Olofsson-Zidek Fredrik Lindström Carl Johan Bergman | Ukraine Olena Pidhrushna Vita Semerenko Serhiy Semenov Serguei Sednev | France Marie-Laure Brunet Marie Dorin Vincent Jay Martin Fourcade |

| 7. Presque Isle (4 février 2011 - 6 février 2011) |                              |                                                                      |                                                                  |                                                                          |
| Date                                              | Épreuve                      | Vainqueur                                                            | Second                                                           | Troisième                                                                |
| 05/02/2011                                        | Relais 2 × 6 km + 2 × 7,5 km | Allemagne Kathrin Hitzer Magdalena Neuner Alexander Wolf Daniel Böhm | France Marie-Laure Brunet Sophie Boilley Vincent Jay Alexis Bœuf | Russie Svetlana Sleptsova Natalia Gousseva Ivan Tcherezov Maxim Tchoudov |

| Championnats du monde 2011 à Khanty-Mansiïsk (3 mars 2011 - 13 mars 2011) |                              |                                                                         |                                                                     |                                                                   |
| Date                                                                      | Épreuve                      | Vainqueur                                                               | Second                                                              | Troisième                                                         |
| 03/03/2011                                                                | Relais 2 × 6 km + 2 × 7,5 km | Norvège Tora Berger Ann Kristin Flatland Ole Einar Bjørndalen Tarjei Bø | Allemagne Andrea Henkel Magdalena Neuner Arnd Peiffer Michael Greis | France Marie-Laure Brunet Marie Dorin Alexis Bœuf Martin Fourcade |